# Narcocultura

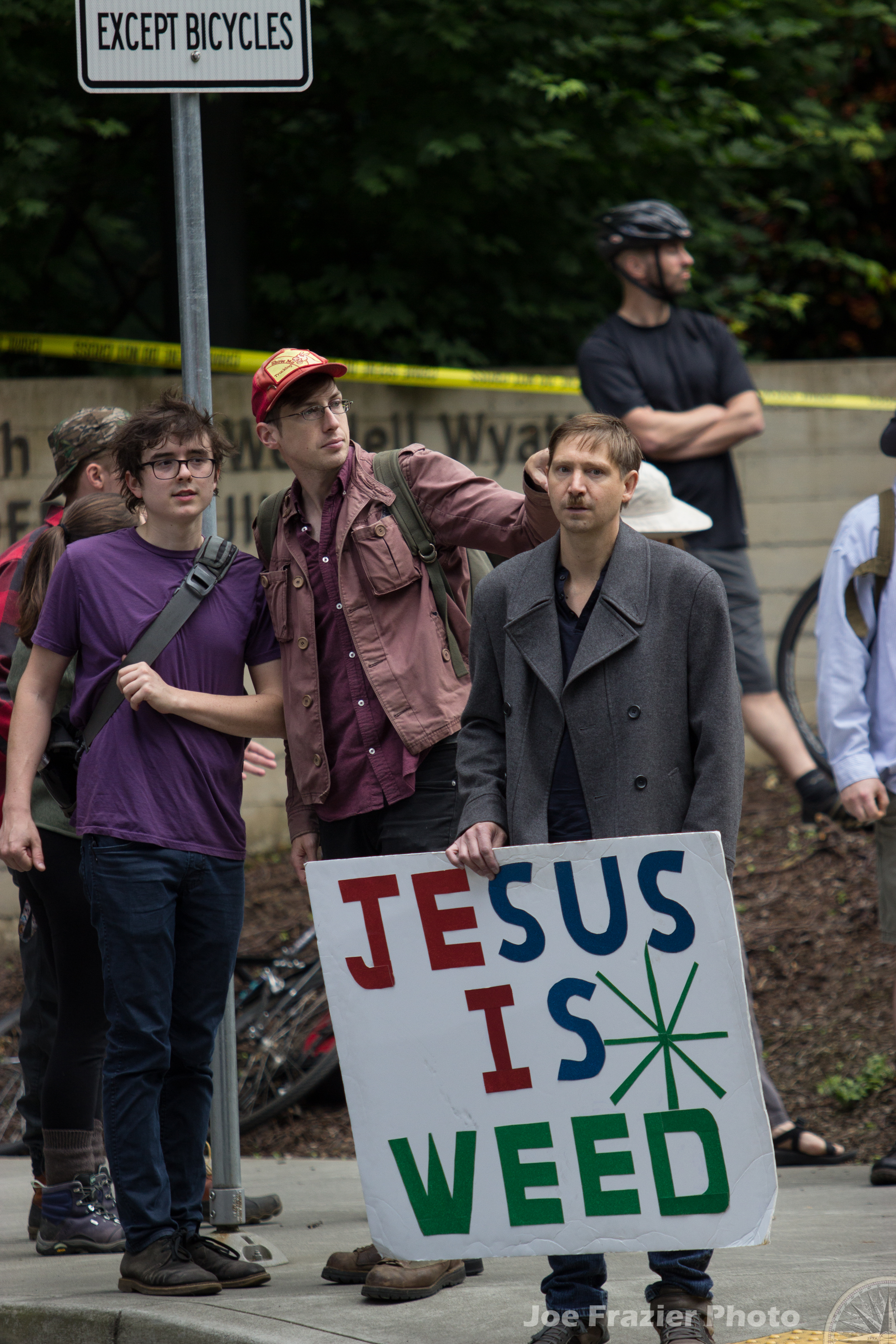
"Jesús es marihuana". Jóvenes en Portland, Oregón evocando la cultura del cannabis.

El término narcocultura se refiere a la influencia cultural que ejerce el narcotráfico sobre una sociedad, gustos generalizados y popularizados por narcotraficantes. La narcocultura ha afectado con particularidad a cada sociedad que ha tocado, pero en la que se ven estructuras mafiosas imponiendo costumbres y tendencias sobre el resto de la población, en algunos casos sin o poca ética y estética. La narcocultura tuvo su origen en la década de 1960 en Estados Unidos, México y Colombia, la principal ruta del tráfico de marihuana, cocaína y heroína, donde tomaron aspectos de las culturas autóctonas y glorificando la cultura del narcotráfico sobre todo en redes sociales.
El fenómeno de la narcocultura, ha afectado diferentes aspectos culturales como la música, la literatura, la moda, el arte, la arquitectura, costumbres y modo de vida, vehículos, estética corporal, pero ante todo la normalización de la violencia, el culto a las armas y el "todo vale". Según el exnarcotraficante y escritor Andrés López López, "la gente siente identidad cultural hacia el capo. Ven un héroe, un hombre de clase baja que consigue dinero". Cuando estas organizaciones criminales toman el control del gobierno en un país se le llama narcoestado.
Según el escritor y periodista Javier Darío Restrepo, la narcocultura es el culto al dinero y a la violencia. Debido al auge de la opulencia y llamativa atención que creó la narcocultura, algunos narcos decidieron dedicarse al narcotráfico de manera más cautelosa, en la que buscan crear la menor suspicacia posible, no solo ante las autoridades sino entre la sociedad.

## Estados Unidos
En Estados Unidos la narcocultura tiene sus orígenes en la década de 1920 hasta 1933 durante la "época de la prohibición" del licor, donde los gángsters y el crimen organizado empezaron a influenciar en el colectivo popular estadounidense. Aunque las mafias alrededor del contrabando de licor causados por el prohibicionismo, habrían sentado las bases. 
El dinero de las mafias del narcotráfico empezó a penetrar en la sociedad norteamericana desde México hacia California, Texas y La Florida con la marihuana y el tráfico de opiáceos de Asia que los contratistas y soldados americanos probaron durante la guerra de Vietnam. California y Nueva York fueron los epicentros para la radio, el cine (Hollywood), la televisión y la literatura de Estados Unidos quienes luego del fin del prohibicionismo y el impulso en los años 1960 por la legalización de las drogas, empezó a romantizar a las organizaciones criminales y su violencia. El crecimiento en influencia se dio de la mano del crecimiento de la industria de la radio, el cine, y los medios literarios. 
En las décadas siguientes, las mafias ítalo-estadounidense, judío-estadounidense, irlandesa-estadounidense, aunque no empezaron con drogas, a partir del fenómeno del creciente consumo de marihuana, opiatos y cocaína, en la década de 1970, empiezan a participar en el negocio de la drogas ilegales con el flujo de drogas provenientes de Latinoamérica, especialmente México, Perú, Bolivia y Colombia. En la costa Este de Estados Unidos también empieza a operar la mafia rusa, además de mafias de otras regiones del mundo como la Yakuza japonesa y las Triadas chinas. 
La mafia y el crimen organizado en Norteamérica establecen relaciones con tentáculos de migrantes y mafias provenientes de Latinoamérica. Es así como en la década de 1980, los carteles de mexicanos y colombianos, y otros se establecen con redes en La Florida, California y Nueva York, de la mano de personajes como Griselda Blanco. Las películas de Hollywood empiezan a crear películas relacionadas con el género mafioso con ingredientes que empiezan a notar el ingreso de las mafias en las drogas como la cocaína. Es así como en 1972 la película El padrino (The Godfather) y sus secuelas II y III, seguida por Mean Streets y luego Scarface, logran crear una base de fanáticos a nivel mundial de las mafias en las que el antihéroe o narco de la película es el protagonista. En la década de 1990, el fenómeno de la narcocultura continua con películas como Goodfellas, Carlito's Way, Casino y Colors. De la misma manera, a partir de la década de 1990, el cine afroamericano se ve influenciado por una narcocultura distintiva, inicialmente en el género musical con la glorificación de la cultura de pandillas y drogas en el rap y el hip hop, y luego en películas como Boyz n the Hood y South Central.
En estados de Estados Unidos con alta presencia de mexicoamericanos, los narcocorridos mexicanos han hecho presencia e influenciado en la cultura chicana. Basándose en el rap y hip hop afroamericano, los narcos puertorriqueños tanto su diáspora en Estados Unidos continental como en la isla de Puerto Rico, desarrollaron su propia narcocultura alrededor de pandillas y rap, hip hop, trap y reguetón. Artistas de estos géneros musicales como Wisin & Yandel, Don Omar, Anuel AA, Vico C, Tempo y Nicky Jam han sido relacionados con narcotraficantes, además de normalizar la narcocultura en su música mediante reguetón, trap y gangsta rap.

## Colombia

### Bonanza marimbera
El narcotráfico en Colombia inició con la exportación de marihuana hacia Estados Unidos y Europa en la década de 1970, conocida como "La bonanza marimbera". Las nuevas mafias de ricos empezaron a influenciar y ostentar sus riquezas. Dada las diferentes características culturales de Colombia, cada región experimentó la narcocultura de manera distinta, bajo influencia de la radio, el cine (Hollywood), la televisión y la literatura de Estados Unidos quienes luego del fin del prohibicionismo y el impulso en los años 60 por la legalización de las drogas, empezó a romantizar las organizaciones criminales. En Latinoaméica se dieron en el fenómeno de telenovelas.
En el caso de la región Caribe colombiana, el fenómeno de la narcocultura empezó en La Guajira con contrabandistas ligados a clanes indígenas de la etnia Wayuú dedicados al contrabando en la frontera colombo-venezolana y las antillas del mar Caribe, que empezaron a amasar grandes fortunas cuando se popularizó el consumo de marihuana. Los clanes familiares empezaron a comprar y modificar casas, portaban joyas y metales preciosos e incluso adornaban sus armas. Compraban grandes haciendas con todo tipo de animales y plantaciones. Montaban negocios de fachada. Vestían prendas y accesorios importados y de moda estrafalaria, que se diferenciaban del gusto para el ciudadano del común y corriente.

### Influencia en la música
Con su dinero, los narcos impulsaron a grupos de música vallenata, porro o cumbia, que amenizaban sus fiestas, que podían durar semanas luego de "coronar" un cargamento de mercanía en Estados Unidos y recibir ganancias. Pagaban a los cantantes vallenatos para que en medio de sus discos les enviaran un "saludo vallenato", lo que se convirtió en una forma de estatus para el narco y la gente del común admiraba. También encomendaban a los compositores o cantautores para que escribieran y grabaran canciones míticas sobre sus vidas o correrías en la marimba. 
Los marimberos adquirían vehículos de marcas lujosas y los modificaban con accesorios estrafalarios, que poco a poco fueron calando dentro del gusto popular. Las historias de contrabandistas, como alias "Gavilán Mayor" empezaron a convertirse en personajes de historias fantásticas, de aventura y de realismo mágico que lograban formar una imagen de estrellas o íconos, a pesar de que cometían asesinatos y otros delitos atroces.
Aunque la música popular mexicana como Rancheras ya eran populares en Colombia, los narcos introdujeron el gusto por los narcocorridos de la narcocultura mexicana.
Con su poder financiero, los narcos contrataban para sus fiestas a músicos de su predilección. Escobar llegó a contratar y pagar cuantiosas sumas de dinero a Juan Piña, la Sonora Matancera con Celia Cruz, el Binomio de Oro, Flavio Romero, Gustavo "El Loco" Quintero y Los Visconti.
En las décadas de 2000 y 2010, el género musical reguetón empezó a calar en Colombia, específicamente en Medellín. Varios reggaetoneros han sido relacionados con narcotraficantes colombianos.
Reggaetoneros de Medellín, como J Balvin, han rechazado que se use el género musical reguetón como plataforma para promocionar la narcocultura, con canciones e imágenes, alegando que vivió en Medellín duran la época del terror de Pablo Escobar y la guerra de carteles narcos, por lo que pidió a sus colegas que se enfocaran en lo positivo y musical. Sus declaraciones se dieron luego de que durante la versión 2018 de la Feria de las Flores, el cantante de reguetón J Álvarez vistiera una camiseta con la imagen de Pablo Escobar, lo que causó el rechazo de las autoridades de la ciudad y causó controversia.
Otros cantantes de reggaeton como Blessd y Myke Towers, han mencionado a Pablo Escobar en sus canciones.

### Lenguaje
De la misma manera modificaron el lenguaje local, introduciendo coloquialismos narcos en el diario decir popular. Es así de acuerdo a la BBC Mundo, en Colombia se popularizaron palabras como "Coronar la vuelta" (lograr un asunto), "traquetear" (traficar droga), "sapo" (delator), y "camellar" (trabajar). "dar piso" (matar a alguien). Los sicarios y narcos crearon numerosos coloquialismo para el verbo matar, como "quebrar", "pelar", "poner a chupar gladiolo", "mandar a dormir al parque de Los Acostados".
La palabra para apodar a los policías como "tombos" fue inicialmente acuñada por los sicarios en Medellín, de extracción popular y sectores marginales. Insultos como "malparido", "gonorrea", "pirobo" también se hicieron populares en Antioquia a raíz del uso por delincuentes de las gentes marginales en sectores urbanos, en especial en el área metropolitana de Medellín.
Para evadir interceptaciones de las autoridades, los narcos empezaron a comunicarse en un lenguaje cifrado. En algunos casos a la marihuana le dicen "camiseta verde" o "maracachafa" y a la cocaína, le llamaban "pintura blanca". La palabra "boletear" inicialmente era usada para coaccionar o amenazar de muerte a una persona, pero ha evolucionado para significar "dejar en ridículo". Esta palabra viene de la expresión urbana "¡Qué boleta!", que equivale a "¡Qué bochorno!". Los mafioso también introdujeron palabras como "vacuna" (extorsión), y "mula" (persona que transporta droga) en el lenguaje coloquial colombiano.

### Narcopolítica y narcodineros
En algunos casos, sectores de la sociedad empezaron a aceptar a miembros de estas mafias en lo político, económico y cultural. Los políticos empezaron aceptando donaciones o apoyos por partes de los narcos, en lo que en la década de 1980 se empezó a denominar como la "narcopolítica" y "dineros calientes" a los "narcodineros". Los narcos empezaron a apoyar campañas políticas y a comprar votos o arreglar elecciones en favor de su candidato predilecto.
A finales de la década de 1970 e inicios de la década de 1980, los contrabandistas de marihuana también empezaron a traficar con drogas como la cocaína, encabezados por el cartel de Medellín. Los carteles empezaron a agruparse en ciudades donde había estructuras de logística desarrolladas y donde se facilitaba el acopio y transporte al resto del mundo, como Bogotá y (Cartel de Bogotá), Medellín y Eje cafetero (Cartel de Medellín), Santiago de Cali y Buenaventura (Cartel de Cali), Barranquilla, Santa Marta, Riohacha y Cartagena (Cartel de la Costa). Mientras que las guerrillas ya establecidas en zonas aptas para la producción cocalera, sirvieron como mano de obra y centros de producción de material base de coca e insumos. El epicentro de la droga pasó de la región Caribe colombiana, a Bogotá, Medellín y Cali. Las mafias también dominaban centros de prostitución y microtráfico de drogas.

### Relaciones con las guerrillas
Las guerrillas se volcaron a cobrar impuestos como el gramaje a los cultivos y cadena de producción de drogas de los carteles colombianos, además de los robos y secuestros a los narcotraficantes. El complejo cocalero de Tranquilandia fue uno de estos laboratorios en el que las guerrillas como las FARC-EP, se encargaban proteger. El Cartel de Medellín, entrarían en guerra con las FARC-EP por el impuesto del gramaje y robos a Gonzalo Rodríguez Gacha. A partir de 1982 las FARC-EP, se involucran en la cadena de producción del narcotráfico.
En 1982 surgió el Comando Ricardo Franco - Frente Sur una disidencia de las FARC-EP, que sería una narcoguerrilla y ejecutó atentados a la Embajada de Estados Unidos en 1984. Pablo Escobar y el cartel de Medellín mantuvieron relaciones con los regímenes socialistas de Cuba, liderados por Fidel Castro y Raúl Castro,  Nicaragua con Daniel Ortega y el Sandinismo, y en Panamá, con Manuel Antonio Noriega.
El Movimiento 19 de abril (M-19) y el Cartel de Medellín estuvieron en guerra por el secuestró de Marta Nieves Ochoa (dónde una versión dice que no se pagó rescate y otra que sí) y el intento de secuestro de Carlos Ledher, sin embargo habrían llegado a una tregua. Así mismo el M-19 mantendría relaciones con el Cartel de Cali, quienes habrían ofrecido financiarlos pero serían rechazadas esas propuestas.  La Toma del Palacio de Justicia en Colombia, fue llevada a cabo por el M-19, fue supuestamente financiada por Pablo Escobar (versión desmentida por exmilitantes del M-19).
El M-19 se enfrentó a varias estructuras narcoparamilitares como Los Masetos y se desmovilizó en 1990, una etapa de degradación del conflicto armado interno de Colombia.Con el declive de los grandes carteles, las guerrillas decidieron tomar control sobre la distribución de las drogas ilegales en Colombia, y proveer directamente a los narcos de Latinoamérica, según PanAm Post.
A partir de mediados de la década de 1990, FARC-EP empezaron supuestamente a financiar y apoyar movimientos políticos afines en América Latina. en 1998 fue supuestamente el entonces golpista y candidato presidencial venezolano Hugo Chávez.  Las FARC-EP supuestamente también financiaron luego la candidatura de Rafael Correa en Ecuador. El plan de Chávez era el de invadir de cocaína a los Estados Unidos para así promover el consumo y crear una crisis de salubridad pública.

### Objetivación de la mujer y belleza superficial
El gusto particular del narco por determinadas mujeres evolucionó al prototipo de mujer conocido como "pre-pago" en Colombia. Mujeres con múltiples operaciones en la cara, en los senos y el trasero para verse más voluptuosas usualmente usando vestidos entallados para mostrar los atributos al narco. Va acompañado de maquillaje excesivo y estrafalario. Este tipo de gusto también ha desatado debates o controversias sobre estereotipos de "belleza" femenina y gustos personales. Debido al auge de las cirugías estéticas en Colombia, según la Sociedad Internacional de Cirugía Plástica Estética, Isaps, el país alcanzó el top 10 de los países donde más se realizan estos procedimientos. También algunas mujeres han popularizado cirugías más complejas como el baipás gástrico para bajar de peso y moldear su figura.
Pero el narco también irrumpió en el Concurso Nacional de Belleza, y narcos como Justo Pastor Perafán buscaban pareja "bonita" entre las reinas. Patrocinaban su preparación con cirugías y luego las convertían en sus novias o en sus amantes. Los narcos utilizaron sus inmensas fortunas para pagar por sexo con modelos y concursantes al certamen de belleza.

### El deporte
Uno de los aspectos en el que el narco colombiano impulsó el deporte en el país fueron las grandes cantidades de dinero que invirtieron en el fútbol y en el ciclismo, los dos deportes más populares en Colombia. Los clubes colombianos al mejorar su nómina y su rentabilidad, se volvieron más competitivos y lograron clasificar a eliminatorias mundialistas. 
Pablo Escobar y su hermano Roberto Escobar Gaviria, alias "El osito" fueron tal vez quienes más influencia ejercieron sobre el ciclismo en Colombia. El cartel de Medellín reclutó ciclistas nacionales para transportar cocaína al exterior. Roberto Escobar fue además propietario de un equipo de ciclismo con el que el cartel lavaba activos del narcotráfico. El equipo patrocinó ciclistas profesionales y competía en la Vuelta a Colombia.

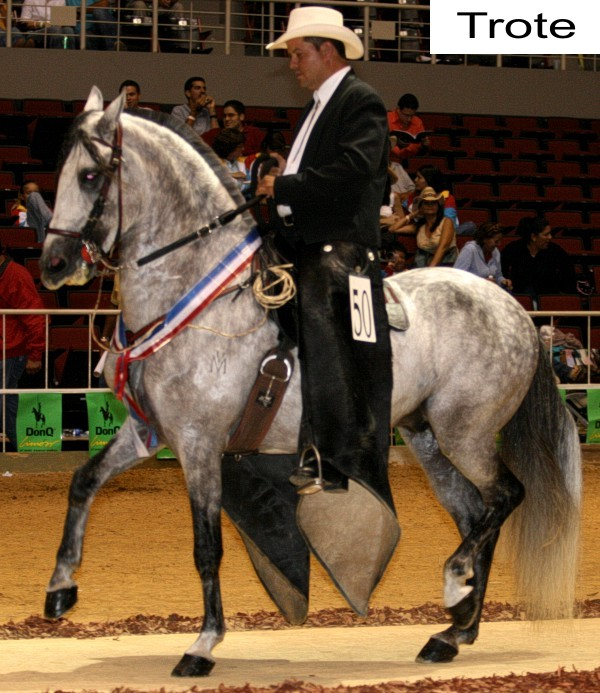
Caballo de paso fino colombiano.

### Caballos de paso fino
Tal vez la moda que estrictamente impusieron los narcos en Colombia fue el desarrollo de la cría de caballos de raza Paso fino colombiano. El gusto por los caballos de paso fino luego se extendió a grandes hacendados, políticos empresarios o pudientes. Sin embargo, los mejores caballos de esta raza salieron en su gran mayoría de pesebreras de propiedad de narcotraficantes.
La familia de narcotraficantes y miembros del cartel de Medellín, en cabeza de Fabio Ochoa Restrepo y sus hijos los Juan David, Jorge Luis y Fabio Ochoa Vásquez, fueron de los narcos que más invirtieron en la cría de caballos de Paso fino. Su criadero La Margarita del 8, produjo numerosos campeones en concursos nacionales e internacionales. Pablo Escobar y su hermano Roberto Escobar también tuvieron sus caballos y desarrollaron criaderos. Ser propietario de caballerizas y caballos de paso fino se volvió sinónimo de estatus o pedigree narco.

### Las narcoseries
La popularidad de las narconovelas ha sido criticada a pesar de que ha alcanzado altos niveles de sintonía y éxito a nivel internacional. Las críticas repudian que se explote "la drogadicción, la prostitución, las drogas y los asesinatos" para sacar provecho de la miseria y falta de ética, en la que los malos son los héroes. Las narconovelas, y demás narco-filmografía ha ayudado a imponer una imagen esteriotípica de los colombianos y el país en el exterior. El nombre de narcotraficantes asesinos como Escobar ha pasado a ser glorificado tanto en series a nivel mundial como Hollywood o sitios web de streaming como Netflix, por lo que han vuelto a al narco "sinónimo de Colombia".

### Narcoturismo

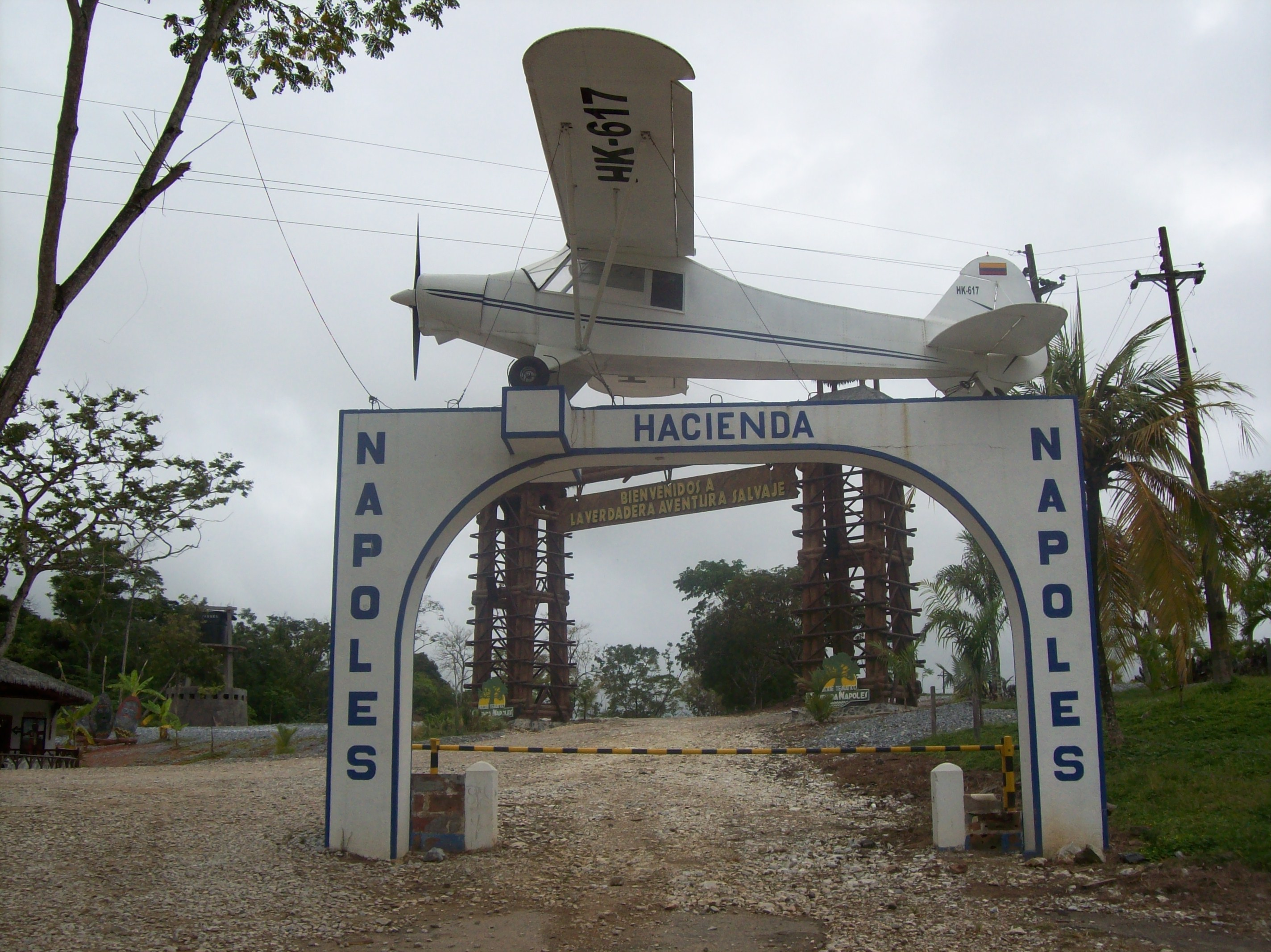
Debido a la narcocultura, la Hacienda Nápoles de Pablo Escobar se volvió un atractivo turístico en Colombia.

Luego del éxito internacional de los narcoseriados, algunos de los lugares asociados a personas o eventos ligados a la época de los grandes carteles de la droga en Colombia se han convertido en sitios turísticos tanto nacional como internacional. En Medellín, el narcoturismo es un fenómeno que ha replicado al turismo mafioso que se da en Chicago con el gánster estadounidense Al Capone durante la época de la prohibición en Estados Unidos, y a quien coincidencialmente Escobar admiraba.

Muchos de los sitios relacionados con Pablo Escobar se han convertido en atracción turística como la hacienda Nápoles, el barrio Pablo Escobar, su tumba, el edificio Mónaco (antes de su demolición), y la cárcel de La Catedral, y la casa donde se escondía y fue abatido a tiros por la Policía.

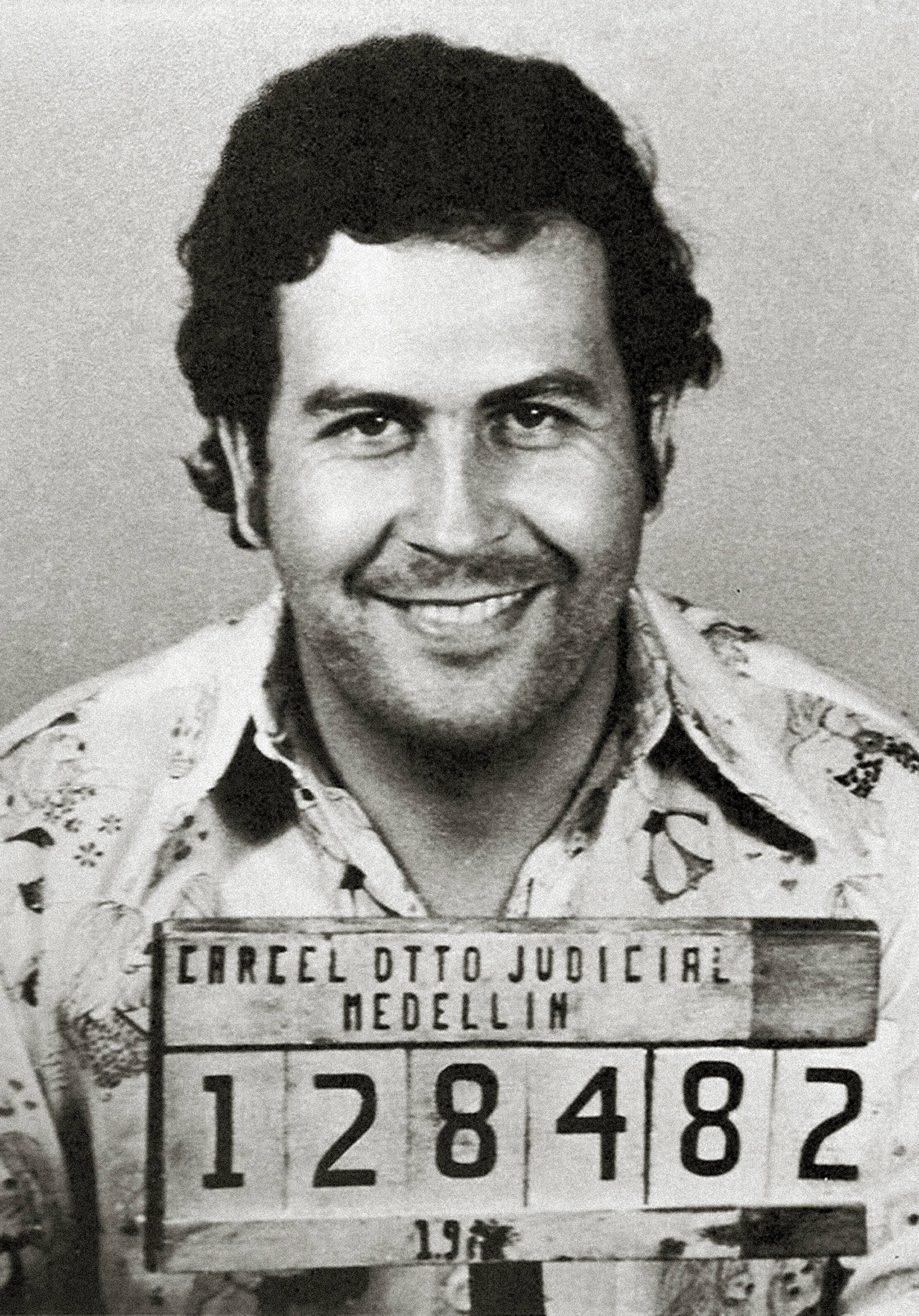
El narcotraficante Pablo Escobra se ha convertido en un ícono de la cultura popular a nivel mundial y principal símbolo de la narcocultura.

Lo estrafalario de la hacienda Nápoles representa la opulencia del dinero narco que ejemplificó Escobar, una hacienda que llamaban el Disneylandia de los narcos. La entrada tiene como portada y sobre un arco triunfal, la primera avioneta en la que Escobar logró un envío de drogas. La extensa hacienda fue llenada de hipopótamos, jirafas, y otros animales exóticos traídos de alrededor del mundo. La mansión de la hacienda además tenía ornamentos en oro. Todo tipo de motos, helicópteros y autos de lujo de todo tipo para el deguste del narco, sus amigos y su familia. Las 3 mil hectáreas de la hacienda contenían diez casas, dos pistas de aterrizaje para aviones, helipuerto, 27 lagos, tres zoológicos, réplicas de dinosaurios, un taller mecánico, una estación de gasolina y la pista de motos más grande de Colombia, que además era mantenida por 1700 empleados.

### Memes
La imagen de Pablo Escobar y su sicario alias "Popeye" han sido utilizadas para viralizar contenido en las redes sociales a través de memes. El meme de Pablo Escobar tomando nota para mandar a asesinar, fue tomado de escenas de la serie colombiana Escobar, el patrón del mal. Este meme se viralizó en 2015 durante el Miss Universo, cuando el presentador estadounidense Steve Harvey se confundió y dio como ganadora del reinado a la colombiana Ariadna Gutiérrez, pero luego corrigió y nombró Miss Universo a Pia Wurtzsbach. Varios memes amenazantes se crearon contra el presentador por el error.
De la serie Narcos, salió el meme de "Escobar esperando".

## México

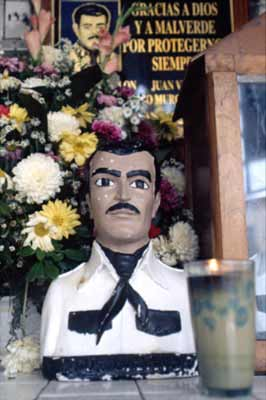
Estatuilla de "El Santo de los Narcos", Jesús Malverde.

La narcocultura en México se empezó a desarrollar al paso que el narcotráfico en México crecía en las décadas de 1970 y 1980. La influencia del narco en México empezó en los estados del norte, en la frontera con Estados Unidos. Similar al fenómeno en Colombia, las cuantiosas ganancias del narcotráfico empezaron a verse en la moda extravagante, en la compra de lujos y gustos estrafalarios. Grandes casas o haciendas, grupos de hombres armados en costosos carros. 

### Influencia en la música
Desde hace años el narcotráfico se ha convertido en un problema de emergencia nacional. Los estragos de estas problemáticas se encuentran relatados, entonados y musicalizados en los narcocorridos. Este tipo de música “se ha arraigado, expandido y continúa con vigencia, aceptación y popularidad en México y algunas regiones de Estados Unidos y Colombia” (Burgos, 2011, p. 97-98).
Debido a su popularidad, las autoridades del gobierno mexicano han establecido políticas de censura para atender la lucha contra el narcotráfico y proteger a la población infantil y juvenil de la carga ideológica de los narcocorridos. Esta política de censura se ha basado en la prohibición de la difusión de corridos que narran historias relacionadas con el tráfico de drogas en radio y televisión. 

### Religión y espiritualidad
La religión ha sido utilizada para fomentar la narcocultura, ya que “los narcotraficantes han modificado la religión católica y se han encargado de establecer sus propios santos” (Ruiz, 2020, p. 32). De esta forma surgieron leyendas como las de Jesús Malverde, conocido como "El Santo de los Narcos", un mítico personaje, maleante, que es venerado como Santo.
Los narcos le rinden pleitesías y le rezan, pues “consideran que los va a proteger y que serán perdonados por todos los delitos que han cometido” (Ruiz, 2020, p. 32). Según el antropólogo José Carlos G. Aguiar, la mente criminal del narco crea la noción de ser seres poderosos, que actúan en la impunidad, la cual amalgaman con devociones populares del mundo del crimen en México, como la Santa Muerte, Angelito Negro y San Nazario.

### Las "buchonas" y las reinas de belleza
Para Marco Núñez González y Ramón Ismael Alvarado (2012), existen las “buchonas”, “chukis nice”, “buchonas nice” y “esposas buchonas”. Las “buchonas” no solamente se dejan seducir por el dinero, sino que también gozan de una vida entre narcos, mansiones y autos caros; llena de riesgos, aunque no trafican y siempre van al lado de su narcotraficante. Las “chukis nice” son mujeres de clase baja y su único interés es hacerse con riqueza. Las “buchonas nice” son hijas de narcotraficantes, ellas se han criado en la narcocultura (con la que se identifican plenamente), aunque tratan de estudiar para superarse. A las “esposas buchonas” les toca vivir la cotidianidad al lado del narcotraficante, por lo que están expuestas a una vida violenta.
Según Maihold y Sauter (2012), otro ámbito en el que se encuentra involucrado el narcotráfico, es el de los certámenes de belleza. Se dice que los usan para deshacerse de su dinero, al financiar la vestimenta, alquilar los clubes y aportar todo lo necesario para la realización de los eventos. Cuando un narco apadrina a una reina, en muchos casos tiene en mente convertirla en su amante, presumir con ella, mandarla como embajadora a otros países para buscar contactos y finalmente como correos, porque nadie piensa intervenir el teléfono de una reina de la belleza (p.85).

### Caballos bailadores y de carreras
El narco en México ha creado una cultura alrededor de los caballos de raza "Azteca" bailadores. Los ejemplares son criados y negociados por los narcos, y montan en ellos durante celebraciones y funerales.
El negocio de los caballos de carreras también ha recibido inversiones por parte de narcos mexicanos e incluso han competido a nivel internacional en Estados Unidos.

## Centroamérica
En algunos países, como El Salvador, Honduras y Guatemala, las maras han creado una cultura en relación con el narcotráfico. La narcocultura de Guatemala y El Salvador es muy parecida a la de México: se puede decir que tienen gustos ganaderos y lujosos ya que la mayoría de los narcos de esta zona fueron ganaderos y no agricultores.

## Perú
En el Perú se dio un fenómeno similar a Colombia con el uso de las ganancias del narcotráfico en el Valle de los ríos Apurímac, Ene y Mantaro (VRAEM) para financiar movimientos socialistas o comunistas, tal fue el caso del grupo narcoterrorista Sendero Luminoso. Según las autoridades peruanas, en 2018, unos 23 clanes familiares peruanos acopiaban cocaína para mafias serbias que envían luego hacia Europa. El tráfico ilegal de drogas también ha pasado a ser controlado por los mexicanos y los brasileños que envían droga hacia el Brasil.
En el Perú, el narcotráfico penetró las altas esferas del poder durante la presidencia de Alberto Fujimori, de la mano de Vladimiro Montesinos, y sus estrechos nexos con el Cartel de Medellín en Colombia, mediante el narcotraficante colombiano Evaristo Porras. También se ha acuñado el término "narcopolítico" para diferenciar los políticos relacionados con mafias y la financiación de campañas. En el Perú se han escrito numerosos libros sobre la época narcoterrorista en el Perú, con libros como Polvo en el viento, y múltiples películas sobre el narcoterrorismo en Perú.

## Bolivia
En Bolivia la narcocultura tiene sus raíces en la cultura ancestral de los indígenas de producir (cocaleros) y consumir la hoja de coca y algunos de sus derivados naturales. La presencia de cultivos, en especial en la región de Villa Yapacaní, donde la economía está basada en gran parte en la producción de coca y laboratorios clandestinos operados por narcotraficantes para producir derivados químicos como la cocaína. A 2018, Bolivia se posicionaba como el "tercer mayor productor de cocaína en el mundo".

## Brasil

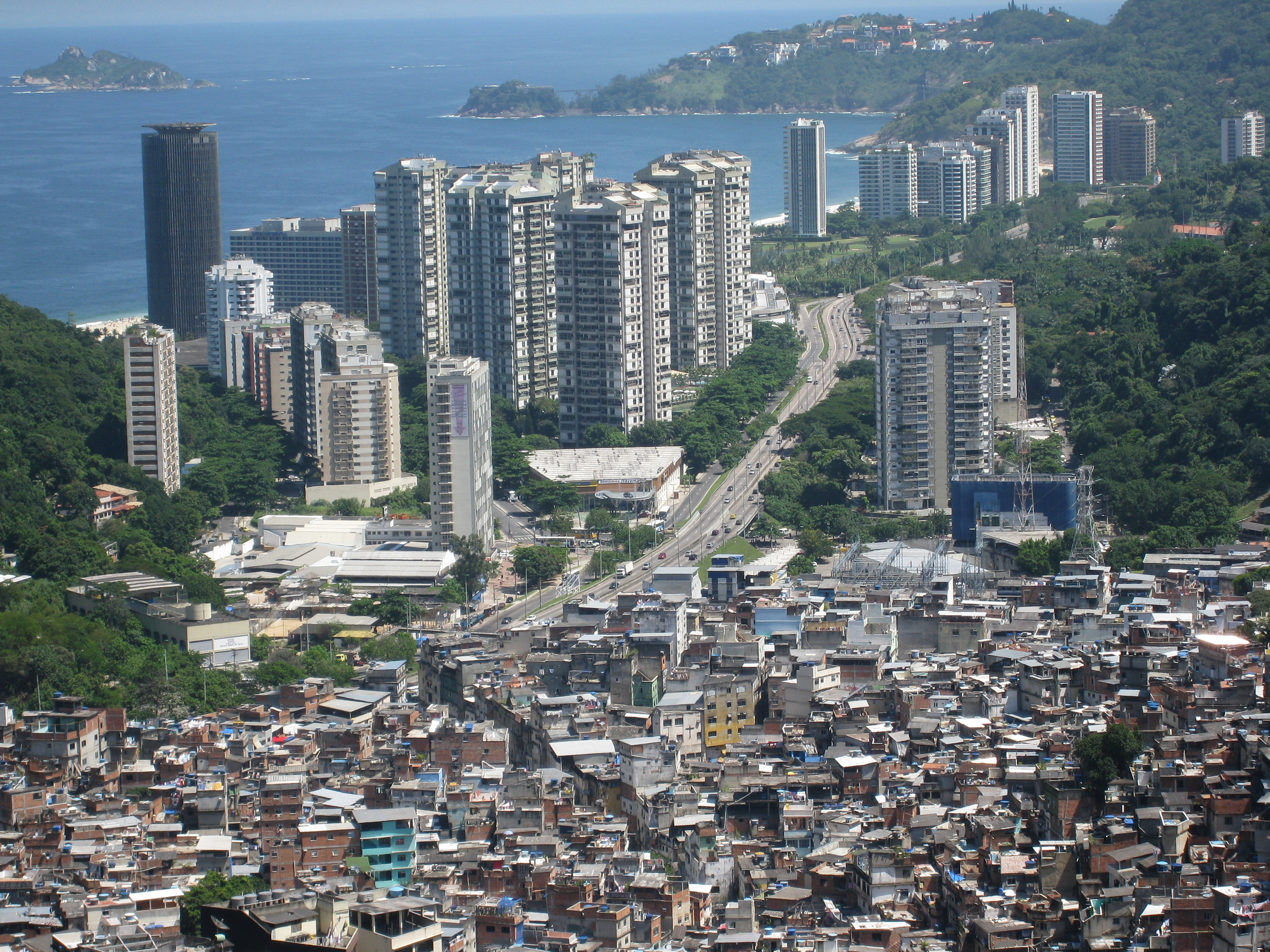
Favela da Rocinha, la mayor favela del Brasil, en contraste con los edificios de São Conrado, en Río de Janeiro. Uno de los principales centros del narcotráfico en Brasil, y donde se ha creado una narcocultura distintiva.

El narcotráfico en Brasil también ha creado una subcultura en relación con el narcotráfico, en especial enntre las prisiones y las favelas o barriadas pobres llenas de construcciones informales. Desde finales de la década de 1970, la mayor organización del crimen organizado en Brasil ha sido el Comando Vermelho (del portugués "Comando Rojo"), que ha creando influencia a través de actividades delincuenciales, sobre todo con el narcotráfico en la cultura del Brasil. Las pandillas han creado una identidad y barrios enteros de favelas tienen familias y comunidades enteras, territoriales, fuertemente armadas, haciendo apología al narcotráfico, y además han creado su propio lenguaje.

### Música
Integrantes del Comando Vermelho crearon sus versiones alusivas a pandillas y narcotráfico en el género Funk carioca o "Funk brasileño", que surgió desde las entrañas de las favelas. Otra banda criminal narcotraficantes es Primeiro Comando da Capital, que aunque enemiga del Comando Vermelho, ejerce influencia similar en la narcocultura brasileña. El tema principal de la banda sonora de la serie de Netflix, Narcos llamado "Tuyo" fue creado por el músico brasileño Rodrigo Amarante, en la que dice que se inspiró en la infancia de Pablo Escobar.

## Venezuela
Al igual que Colombia, el narcotráfico en Venezuela se originó en parte en la península de La Guajira, zona fronteriza de la que hace parte el Estado Zulia. Esta zona era dominada por las mafias afiliadas a los indígenas Wayuú, quienes manejaban inicialmente el contrabando proveniente de Panamá, Aruba y Curacao, y otras antillas menores del Caribe, hacia Colombia y Venezuela. En las décadas de 1970 y 1980, Venezuela vivía una bonanza petrolera y había grandes flujos de capital pero con desigualdad, sumado a que algunos de sus militares eran tratados como una clase inferior por la élite política y económica, dando así paso a sublevaciones como el golpe militar de 1992 tras la crisis del petróleo. Sumado a esto el conflicto armado colombiano, la economía débil de Colombia y las guerras de narcos, desplazó a muchos colombianos pobres que migraron hacia Venezuela, incluyendo bandas de delincuentes.
Durante la década de 1980, uno de los narcotraficantes venezolanos más conocidos fue Rafael Enrique Clavel, quien con un grupo de venezolanos, estuvo asociado con el cártel de Tijuana de México. Clavel fue encargado por el cartel de Tijuana de asesinar a la familia entera del narcotraficante del cártel de Sinaloa, Héctor Luis Palma Salazar, alias "El güero Palma". Luego del asesinato, Clavel envío un video en el que lanzaba a los dos hijos de Palma, Nataly, de cuatro años, y Héctor, de cinco años, desde un puente en Venezuela. Como venganza, Palma luego mandó a asesinar en Venezuela a Clavel, y luego a los venezolanos José Vladimir Arzoday Mendoza, Víctor Julio Zuate Peraza y Amaury Glaciano Planchart y al abogado mexicano Jesús Alfonso Güemes Castro.
Fueron los contrabandistas quienes iniciaron su influencia sobre los militares venezolanos, a quienes pagaban sobornos para dejar pasar mercancía por la frontera o por los principales centros de logística como Maracaibo, Caracas, Valencia y Porlamar. En la década de 1990 se conforma el cártel de los Soles participando en actividades criminales como narcotráfico, minería ilegal y contrabando de combustible.

### El Narcoestado
Además de los contrabandistas, el cartel de los Soles se asoció en la década de 1990 con las narcoguerrillas colombianas como las FARC y el ELN para abastecerse de drogas y crearon sus propias rutas hacia las islas del Caribe, como República Dominicana y Haití, Centroamérica, México, y Europa vía África. Los estados venezolanos de Apure, Barinas y Táchira se volvieron lugares de paso de la droga de las narcoguerrillas. Sin embargo, a partir de 1998 Venezuela se convertiría en un narcoestado con la llegada a la presidencia del exmilitar golpista Hugo Chávez, quien apoyó a integrantes del cartel de los soles en su gobierno. Esta tendencia la continuó Nicolás Maduro, el ministro Tareck El Aissami y el exmilitar Diosdado Cabello.

La penetración del narcotráfico en el Estado venezolano es total. El funcionario del gobierno de Nicolás Maduro, Tareck El Aissami y sus socios narcos, además está en el Top 10 de narcos más buscados en el mundo.

En Venezuela, la narcocultura ha penetrado con tendencias impuestas por narcos colombianos, mexicanos, dominicanos, puertorriqueños y mafia italiana. En Venezuela penetró la música vallenata de Colombia a partir de la década de 1980. Con la muerte del músico Juancho Rois se dio a conocer que narcomilitares venezolanos lo habían contratado para una fiesta.
Son los hijos, parientes cercanos y socios de los principales cabecillas de la dictadura venezolana quienes se dan una vida de lujo producto de la facilitación del narcotráfico en conjunto con la corrupción y malversación de fondos del Estado venezolano.

### Las reinas de belleza
En Venezuela también se dio un fenómeno similar a los reinados de belleza en Colombia y México, donde el narco escogía mujeres.

### El Pranato
Durante el gobierno de Hugo Chávez, en las insalubres, superpobladas y peligrosas cárceles venezolanas surgió el fenómeno delincuencial de los "pranes" (PRAN: preso rematado, asesino nato), todo amparado por Iris Varela, quien funge como ministra de prisiones del régimen de Maduro. El pranato ha generado una cultura alrededor del crimen y la violencia en los centros de reclusión del país.
En las cárceles, los pranes viven a sus anchas y tienen control sobre los penales, algunos teniendo incluso cultivos de marihuana, campo de golf, piscina, restaurantes, panadería, servicio de manicura, tiendas para mascotas, expendios de drogas, motocicletas, gimnasio, parque infantil, discoteca y arsenales de armas de fuego. También tienen acceso a prostitutas y servicios de telecomunicaciones que utilizan para ejecutar extorsiones y estafas. En el plano espiritual y religioso, los pranes suelen creer y practicar la brujería y la santería, con la que justifican su violencia. Los pranes han desarrollado su propio argot dentro de las prisiones.

### Los colectivos

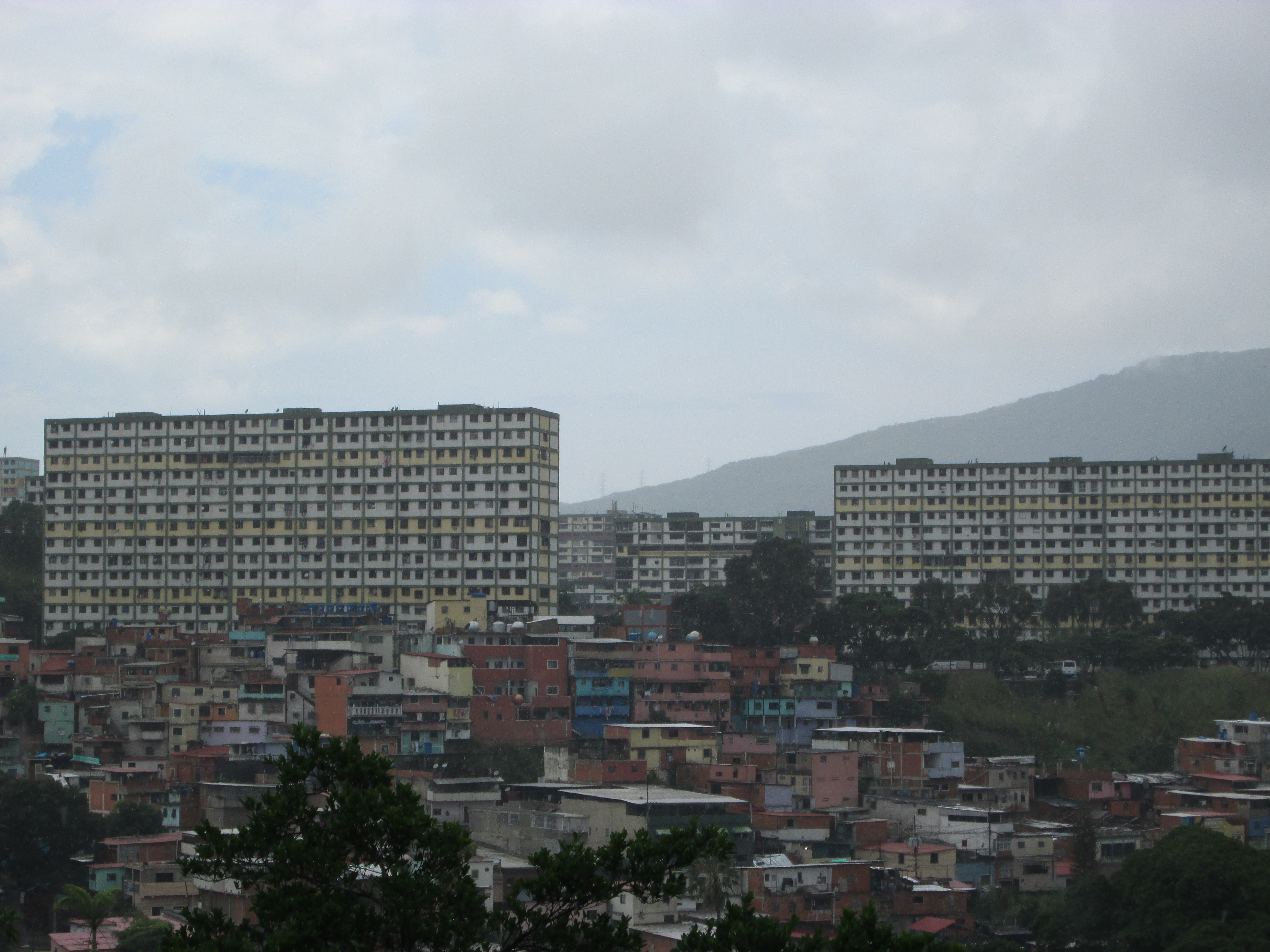
El barrio 23 de enero en Caracas, constituido en su mayoría por construcciones subestádares, son base de colectivos armados como "La Piedrita".

Los colectivos armados formados durante el gobierno de Chávez y fortalecidos durante el régimen de Maduro, se han convertido en poderosas bandas territoriales donde cometen extorsiones manejan la distribución y venta local de drogas, secuestran, atracan en total impunidad.
Entre los colectivos más violentos en Venezuela figuran Carapaicas, Tupamaros, La Piedrita, Coordinadora Simón Bolívar, El Gran Polo Patriótico y Colectivo Alexis Vive, los cuales han logrado adquirir armas de asalto rusas, recibieron entrenamiento militar por parte de narcoguerrillas como las FARC, entablaron negocios con BACRIMs narcotraficantes colombianas como Los Rastrojos, pero principalmente han sido financidos por los regímenes de Hugo Chávez y Nicolás Maduro, a quienes le han servido como fuerza paramilitar para reforzar la represión sobre opositores gubernamentales.

## España
Debido a la presencia de mafias del narcotráfico en España y la popularidad de las narcoseries en los medios de comunicación masivos desde los años 2010, algunas localidades al sur de España han adoptado elementos de la narcocultura. En la comarca del Campo de Gibraltar, municipio de Algeciras, Cádiz, donde muchos lancheros viven del tráfico de drogas y la comunidad les protege, han creado abiertamente camisetas impresas con lanchas cargadas de paquetes, en alusión a las cargas de drogas.

## Chile
La narcocultura se ha extendido a Chile, por el fenómeno que se presentó en Colombia y México. En los medios audiovisuales chilenos se han creado narcoseries Prófugos, basándose en el éxito de las narcoseries colombianas y mexicanas. En Chile los narcos han adoptado los narcofunerales. Las autoridades chilenas han creado protocolos para funerales de alto riesgo donde se presenta gente armada y realizan disparos al aire.

## Derechos de autor
Algunos de los narcos han tratado de sacar provecho de su fama y han logrado registrar como marcas sus nombres y apodos, para luego comercializar productos de todo tipo.

## Narcotráfico en el arte, literatura y medios audiovisuales
La narcocultura se ha convertido en una subcultura a nivel internacional debido a la globalización y ha generado gran impacto en el arte, la literatura, y medios audiovisuales (cine, televisión, multimedia, streaming) a través de la difusión de pinturas, esculturas, cuentos, narconovelas, informes noticiosos, documentales, películas y videojuegos. El Internet ha completado la globalización de la narcocultura, con representación pictóricas en arte digital, los perfiles de Facebook, MySpace y YouTube, y en los videos musicales.
La literatura y medios audiovisuales en inglés, y otros idiomas en países en el que el narcotráfico ha influido, han ayudado a propagar aún más la narcocultura con películas de Hollywood, y el streaming por internet en plataformas como Netflix. También se distribuyen en formato multimedia. De los mayores exponentes del género de narconovelas en los países de habla hispana es el libretista colombiano Gustavo Bolívar quien glorifica la corrupción y el narcotráfico en sus producciones, pero en su vida política es un promotor de la "anti-corrupción y la mafia". En las artes, el pintor colombiano Fernando Botero ha creado dos obras sobre Pablo Escobar en la que retrata su muerte. Algunas de las produccines audiovisuales incluyen:  
- En la novela La Reina del Sur y su adaptación a la televisión, de Arturo Pérez-Reverte, gira en torno al narcotráfico.
- En la serie  El Capo, de RCN Televisión, gira en torno al narcotráfico.
- En las series televisivas El Cartel de los Sapos I y II, de Caracol Televisión y la película del mismo nombre, basadas en la novela homónima de Andrés López López, narran la historia del Cártel del Norte del Valle y sus líderes. Su precuela, El Cartel de los Sapos: El origen, distribuida mundialmente en Netflix, se centra específicamente en la vida los hermanos Villegas, más conocidos como "Los Caballeros de Cali".
- En las series de televisión Las muñecas de la mafia y las dos versiones colombiana y estadounidense de Sin tetas no hay paraíso de Gustavo Bolívar (incluyendo su secuela estadounidense Sin senos sí hay paraíso), tratan el rol que desempeñan las mujeres en el mundo del narcotráfico.
- En la película Rosario Tijeras y en sus adaptaciones televisivas (colombiana y mexicana) basadas en el libro homónimo de Jorge Franco, cuenta la historia de Rosario, quien fue violada a los 8 años por su padrastro y a los 14 por unos vecinos, decide vengarse hasta convertirse en asesina por influencia de su hermano mayor, quien la vendió a unos narcotraficantes.
- El Bronx, serie de televisión colombiana escrita por Gustavo Bolívar y producida por Fox Telecolombia para Caracol Televisión en el año 2017, basada en los eventos ocurridos en el sector El Bronx, un lugar que se encuentra ubicado en el centro de Bogotá, en donde la gente vivía en la miseria, las drogas y el crimen organizado.
- El Señor de los Cielos, serie de televisión mexicana basada en la novela homónima de Andrés López López que lleva 6 temporadas al aire, está relacionada con el narcotráfico en México, más bien exactamente en la vida de Amado Carrillo, uno los grandes capos que tuvo México.
- Pablo Escobar, el patrón del mal, serie de televisión que narra la vida del capo colombiano Pablo Escobar, jefe del Cartel de Medellín.
- Alias el Mexicano, serie de televisión que narra la vida del capo del Cartel de Medellín, Gonzalo Rodríguez Gacha.
- Men of Respect, película estadounidense protagonizada por John Turturro, versión criminal basada en la obra teatral Macbeth de William Shakespeare, ambientada en la moderna ciudad de Nueva York.
- El infierno, película mexicana de humor negro protagonizado por Damián Alcázar y Joaquín Cosío que narra el narcotráfico y el crimen organizado en México, producto de la Guerra contra las drogas, construyendo una crítica negativa frente al gobierno del presidente Felipe Calderón Hinojosa.
- Blow, película estadounidense protagonizada por Johnny Depp y Penélope Cruz que narra la vida de George Jung, contrabandista norteamericano que termina trabajando para Pablo Escobar y el Cartel de Medellín.
- Romeo + Juliet, película estadounidense protagonizada por Leonardo DiCaprio y Claire Danes, basada en la obra teatral Romeo y Julieta de William Shakespeare, ambientada en un marco modernizado en el año en que se estrenó, dónde los Montesco y los Capuleto son rivales narcotraficantes.
- Tres Caínes, serie de televisión que narra la historia de los hermanos Castaño (Fidel, Carlos y Vicente), jefes paramilitares colombianos que terminaron involucrados en el negocio del narcotráfico.
- Señora Acero (con 5 temporadas) serie de televisión mexicana-estadounidense de Telemundo.
- El Chema, serie de televisión mexicana-estadounidense transmitido por Telemundo y un spin-off de la serie El Señor de los Cielos.
- El Chapo, serie de televisión estadounidense coproducida por Netflix y Univisión que narra la vida de Joaquín Guzmán Loera sobre sus inicios en 1985, cuando era miembro del Cártel de Guadalajara, hasta su aumento de poder y su última caída.
- Breaking Bad, la aclamada serie de televisión estadounidense que narra la historia de Walter White, un profesor con cáncer de pulmón y su introducción al mundo de las drogas y el narcotráfico.
- Fariña, serie de televisión española, basada en el libro homónimo de Nacho Carretero estrenada en Antena 3 en 2018.
- La viuda negra, serie de televisión y telenovela colombiana creada por RTI Televisión para Caracol Televisión y Televisa. Es la adaptación del libro La patrona de Pablo Escobar de José Guarnizo basada en la historia de la narcotraficante Griselda Blanco, conocida como "La reina de la coca".
- Perseguidos, serie de televisión mexicana, producida por Fox Telecolombia para Imagen Televisión y Telemundo. Es la nueva versión de la serie colombiana El capo.
- Narcos, serie de televisión colombiana-estadounidense distribuida por Netflix que narra el ascenso y caída del narcotraficante Pablo Escobar, intentando enfocar la narración de manera ecuánime desde el punto de vista del propio Escobar y de los agentes de la DEA que lucharon por atraparlo (1° y 2° temporada) y de la ofensiva contra el Cartel de Cali, la organización rival de Escobar (3° temporada).
- Narcos: México, serie de televisión mexicana-estadounidense creada y producida por Carlo Bernard y Doug Miro y distribuida por Netflix. La serie originalmente estaba pensada para ser la cuarta temporada de la serie original de Netflix Narcos, pero finalmente se reinició desarrollándose como una serie complementaria centrada en el tráfico de drogas ilegales en México, mientras que la serie original se centró en el tráfico de drogas ilegales en Colombia. Explora los orígenes de la guerra moderna contra el narcotráfico en México y traza el surgimiento del Cártel de Guadalajara fundada por Miguel Ángel Félix Gallardo, unificando a los traficantes a construir un imperio.